# Carolyn McCall

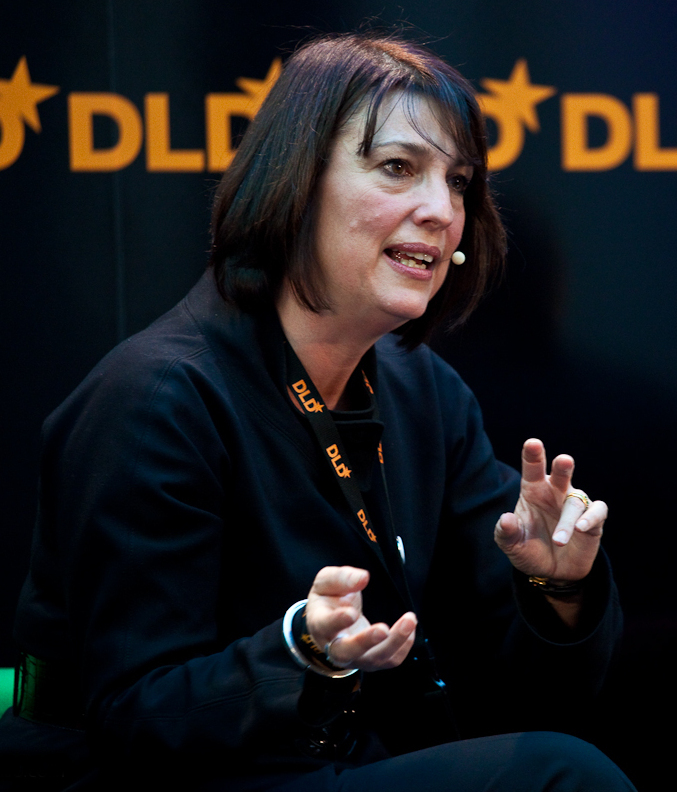
McCall auf der Digital Life Design Konferenz 2009

Dame Carolyn McCall DBE (* 13. September 1961 in Bangalore, Indien) ist eine britische Managerin. Sie war von 2010 bis 2017 CEO der britischen Billigfluggesellschaft easyJet und ist seit Januar 2018 CEO des TV-Konzerns ITV plc.

## Kindheit und Ausbildung
Carolyn wuchs als einziges Kind britischer Auswanderer in Indien und Singapur auf. Ihr schottischer Vater führte die fernöstliche Abteilung einer US-amerikanischen multinationalen Textilfirma und ihre irische Mutter arbeitete für die britische Botschaft in Indien. Als Teenager besuchte sie das katholische Mädcheninternat in Derbyshire in England.
An der University of Kent in Canterbury machte sie ihren Bachelor in Geschichte und Politik und ging dann nach London, wo sie ein Jahr als Lehrerin arbeitete. Anschließend studierte sie an der University of London weiter und machte dort ihren Master in Politik.

## Karriere
Nach Ende ihres Studiums begann sie als Forscherin bei der Costain Group, einer britischen Baugruppe aus Maidenhead. Ihr Weg in den Journalismus begann damit, dass sie ein Jobangebot für das Business-Magazin von Kevin Kelly ablehnte und sich um die Stelle als Forschungsplanerin in der Marketingabteilung der britischen Tageszeitung The Guardian bewarb. Sie bekam die Zusage und begann dort 1986 ihre Karriere.
Wenig später wechselte sie in die Verkaufsabteilung. Sie war Protégée von Caroline Marland und folgte dieser auf dem Karriereweg durch die Guardian Media Group. So wurde sie 1995 Chefin der Werbeabteilung des Verlags Guardian Newspapers Ltd. (jetzt Guardian News & Media Ltd). 1999 wirkte sie am Onlineauftritt Guardian Unlimited mit und wurde ein Jahr später zur Geschäftsführerin ernannt. Im Jahr 2004 stieg sie die Karriereleiter weiter empor und wurde Vorstandsvorsitzende des Verlags. Weitere zwei Jahre später wurde sie Vorstandsvorsitzende der Guardian Media Group.
Im Juni 2008 wurde sie für ihre Verdienste um Frauen in der Wirtschaft als Officer in den Order of the British Empire aufgenommen.
Ab dem 1. Juli 2010 war McCall CEO der britischen Billigfluggesellschaft easyJet, wo sie zugleich Mitglied des Board of Directors war.
Am 31. Dezember 2015 wurde sie als Dame Commander des Order of the British Empire in den persönlichen Adelsstand erhoben und führt seither den Namenszusatz „Dame“.
Ende 2017 wechselte McCall in die Medienbranche zurück und übernahm die Leitung der ITV plc.